# Teraina

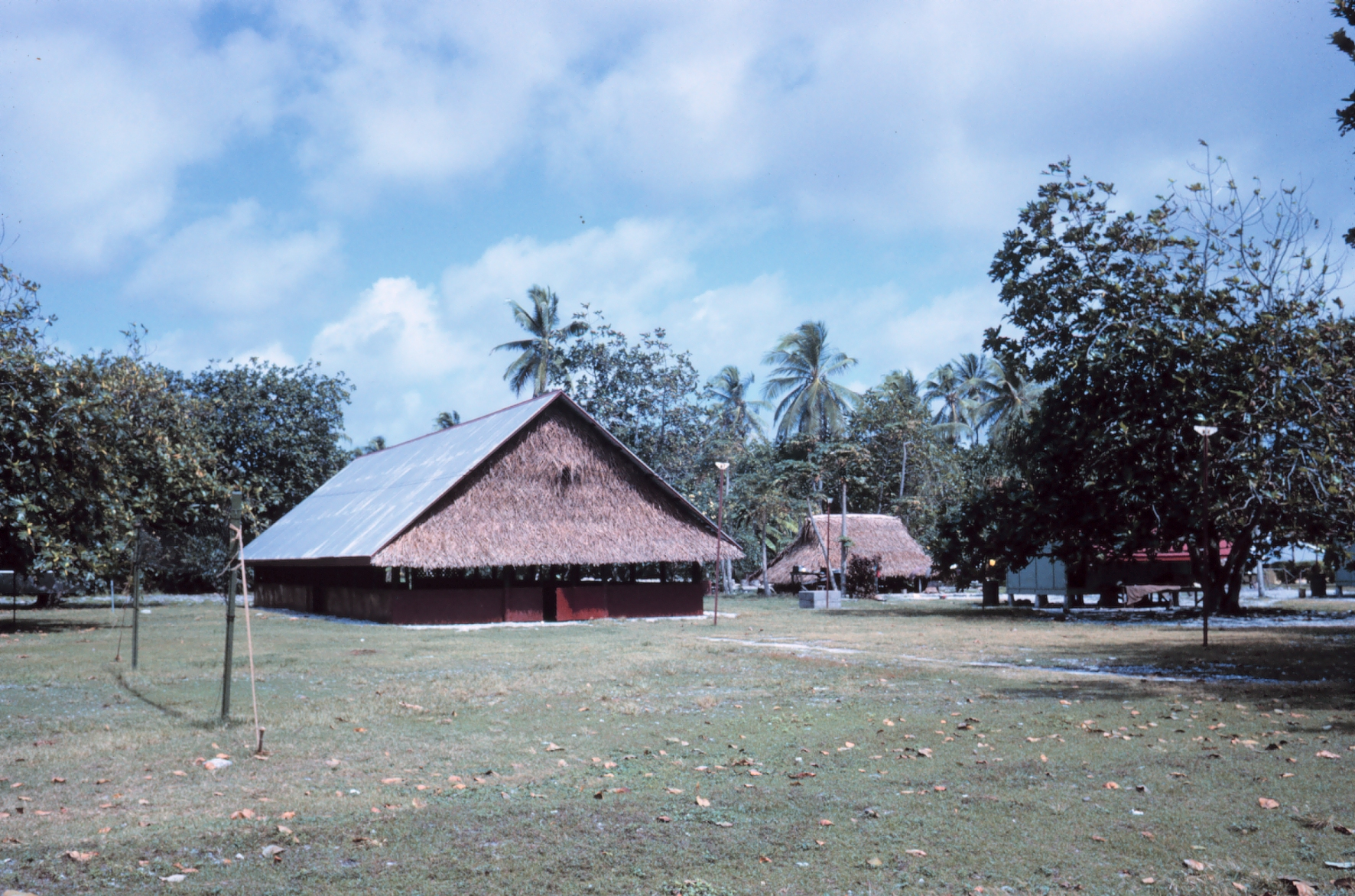
Casa de Reunião dos homens (novembro de 1968)

Teraina, também conhecida como Ilha Washington (ambos os nomes são oficiais), é um atol coralino situado no Pacífico Central. É parte integrante das Ilhas Line, nas Espórades Equatoriais, pertencentes ao Kiribati. 
A ilha possui uma área de 7,8 km², e uma população em 2000 de 1000 habitantes. A capital, Tangkore, encontra-se na parte ocidental da ilha. 
A principal atividade econômica da ilha é a produção de copra. Foi descoberta em 1798 pelo estado-unidense Edmund Fanning, que pôs na ilha o nome do presidente George Washington. Também é conhecida por Ilha Nova York e Ilha Prospect.
Todas as localidades encontram-se na lista abaixo, com os dados do censo 2005.
| No. | Localidade | População (Censo 2005) |
| --- | ---------- | ---------------------- |
| 1   | Abaiang    | 91                     |
| 2   | Kauamwemwe | 106                    |
| 3   | Uteute     | 72                     |
| 4   | Kaaitara   | 34                     |
| 5   | Tangkore   | 203                    |
| 6   | Matanibike | 191                    |
| 7   | Arabata    | 190                    |
| 8   | Mwakeitari | 92                     |
| 9   | Onauea     | 176                    |
|     | Terraina   | 1155                   |